# Premhof
Premhof ist ein Ortsteil des Marktes Eslarn im oberpfälzischen Landkreis Neustadt an der Waldnaab.

## Geographische Lage
Premhof ist eine Einöde am Ödbach etwa 2,5 km südlich von Eslarn. Die Quellen des Ödbachs entspringen an den Hängen des Stangen- und des Stückberges. Er vereinigt sich bei der Heckermühle mit dem Lohgraben zum Loisbach, der durch Eslarn fließt und etwa 20 km weiter nordwestlich bei der Hechtlmühle in die Pfreimd mündet.
Die Nachbarorte von Premhof sind im Nordosten Ödmeiersrieth, im Südwesten Putzhof und im Nordwesten Gmeinsrieth.

## Geschichte
1628 zahlte Premhof 3 Gulden Jahressteuer.
Zum Stichtag 23. März 1913 (Osterfest) wurde Premhof als Teil der Pfarrei Eslarn mit einem Haus und 5 Einwohnern aufgeführt.
Am 31. Dezember 1990 hatte Premhof 4 Einwohner und gehörte zur Pfarrei Eslarn.